# バルチック海運取引所
バルチック海運取引所（バルチックかいうんとりひきじょ、Baltic Exchange）は、イギリスのロンドンにある海運取引所。単にバルチック取引所とも呼ばれ、海運市況情報の提供やブローカー業務、紛争処理などを行っている。

## 歴史
- 1744年、ロンドンのスレッドニードル通り(en:Threadneedle Street)にあったコーヒーハウス、バージニア・アンド・メリーランドが店名をバージニア・アンド・バルチックに変更した（バージニアはアメリカ東海岸の州、バルチックはバルト海沿岸を指す）。この店は主に船主や商人たちが商談をするための集会所として使われており、この年がバルチック海運取引所の設立年とされる。
- 1823年、店の常連客による委員会が作られ、会の規約と入会資格が定められた。これがバルチック海運取引所の原型となる。
- 1857年、バルチック社（Baltic Company Limited）が設立される。取引量の拡大に伴い、新たな建物としてスレッドニードル通りのサウスシー・ハウスを買収、移転する。
- 1900年、ロンドン海運取引所（London Shipping Exchange）と合併し、バルチック商業海運取引所(Baltic Mercantile and Shipping Exchange)となる。
- 1903年、ロンドン中心部のセント・メリー・アクス通り(en:St Mary Axe)30番地に新社屋を建設、移転する。
- 1985年、バルチック貨物指数(Baltic Freight Index、BFI)の算出を開始。バルチック国際海上運賃先物取引所(Baltic International Freight Futures Exchange、BIFFEX)の取引が開始される。
- 1992年、セント・メリー・アクス通り30番地の取引所建物がIRA暫定派のテロにより爆破される。
- 1995年、セント・メリー・アクス通り38番地に新社屋が完成、移転する。
- 1999年、バルチック貨物指数をバルチック海運指数(Baltic Dry Index、BDI)に改称。
- 2001年、バルチック国際海上運賃先物取引所の取引が停止される。
- 2016年9月26日、シンガポール取引所（SGX）によって買収され、SGXグループの一員となる[1][2]。

## 主な指数
バルチック海運取引所が発表する主な指数としては、以下のものがある。
- バルチック海運指数（Baltic Dry Index、BDI）
- バルチック・ケープサイズ指数（Baltic Capesize Index、BCI）
- バルチック・パナマックス指数（Baltic Panamax Index、BPI）
- バルチック・スープラマックス指数（Baltic Supramax Index、BSI）
- バルチック・ハンディサイズ指数（Baltic Handysize Index、BHSI）